# なまらめんこいギャル
『なまらめんこいギャル』は、オーイシマサヨシの12作目のシングル。2024年2月7日にポニーキャニオンより発売された。

## 概要
前作『好きになっちゃダメな人』以来約3か月ぶりのリリースで、2枚目のオリジナル・アルバム『ユニバース』と同日発売となる。
本楽曲は、テレビ東京系アニメ『道産子ギャルはなまらめんこい』のオープニングテーマとして書き下ろされた楽曲となっており、カップリングには、同アニメのエンディングテーマとして亜咲花に楽曲提供した『わやわやわー!』のセルフカバーが収録されている。
本作は、完全生産限定盤とCLUB014限定盤の2形態のみのでリリースで、紙ジャケット仕様となっている。ジャケットは、同アニメの原作者伊科田海が描き下ろしたイラストとなっている。
2024年1月9日に表題曲がCDでの発売に先駆けてデジタルシングルとして配信リリースされた。

## 収録曲
| 全作詞・作曲・編曲: 大石昌良。 |                                        |          |            |      |
| #                              | タイトル                               | 作詞     | 作曲・編曲 | 時間 |
| 1.                             | 「なまらめんこいギャル」               | 大石昌良 | 大石昌良   | 3:30 |
| 2.                             | 「わやわやわー!」                      | 大石昌良 | 大石昌良   | 3:10 |
| 3.                             | 「なまらめんこいギャル」(TV edit.)     | 大石昌良 | 大石昌良   | 1:32 |
| 4.                             | 「なまらめんこいギャル」(Instrumental) | 大石昌良 | 大石昌良   | 3:28 |
| 合計時間:                      | 合計時間:                              | 11:40    |            |      |